# Педру-Антоніу Коррея Гарсан
Пе́дру-Анто́ніу Корре́я Гарса́н (порт. Pedro António Correia Garção; *29 квітня 1724, дата хрещення 13 червня 1724, Лісабон — 10 листопада 1772, там же) — португальський поет, драматург (комедіограф) і теоретик португальської літератури; брав активну участь в організації літературного гуртка Лісабонська (Лузитанська) Аркадія, виразник естетики класицизму доби Просвітництва 2-ї половини XVIII століття. Відомий під аркадійським псевдонімом Ко́ридон Еріманте́у (порт. Córidon Erimanteu).

## З життєпису
Народився 29 квітня 1724 року в родині нешляхетного походження, але батько займав високий чиновницький пост у Міністерстві закордонних справ, мати була французького походження. Серед далеких родичів по матері — герцогиня Кадавал (duqueza do Cadaval). 
У дитинстві був дуже слабкою, хворобливою і чуттєвою дитиною низького зросту, зате мав багату уяву, і таким чином, обравши взірцем для наслідування Горація, ввійшов в історію як один з новаторів португальської поезії XVIII століття. Коли Круш-і-Сілва казав, що Гарсан перевершує його чистотою мови, той відповідав: «Цим я зобов'язаний моєму батькові, тому що коли я був дитиною, єдине, чого він бажав, щоб я читав Вієйру». 
Початкову освіту отримав у коледжі єзуїтів, після чого вивчав право у Коїмбрському університеті, але диплом про закінчення не отримав.
У 1751 році вдале одруження з багатою вдовою Марією Анною Шав'єр Фройш Машкареньяш ді Санде Салемою (D. Maria Anna Xavier Froes Mascarenhas de Sande Salema) принесло матеріальне благополуччя, відкривши двері в аристократичні будинки і сприяло призначенню писарем (escrivão) у Дім Індії (Casa da Índia), оскільки в той час посади передавались у спадок, як приватна власність, і закріплювались милостивими декретами короля. Але у 1761 році Гарсан відмовився від посади заради занять літературою.
Вершиною літературної кар'єри, окрім активної участі в діяльності Лісабонської Аркадії вважається праця на посаді головного редактора «Газети Лісабона» (Gazeta de Lisboa) у 1760—62 роках. Підтримував тісні зв'язки з британцями, які проживали в Лісабоні, а також спілкувався з іншими іноземцями, вільно розмовляючи англійською, французькою та італійською мовами. 
З часом життєві обставини змінилися — Гарсан втратив право на статки дружини і останні роки провів у бідності. 
За дотепер нез'ясованими підставами у квітні 1771 року був заарештований за наказом маркіза ді Помбала і без суду запроторений до лісабонської тюрми Лімоейру (Limoeiro). Гаррет вважав, що ненависть маркіза була спричинена твором «Промови інфанта дона Педру», який він розцінив як сатиру на свою адресу. Дружина змогла добитися милості від короля, але звістка про визволення прийшла запізно, коли Коррея Гарсан вже помер.

## Творчість і діяльність у Лісабонській Аркадії
У першій половині XVIII століття під впливом французького Просвітництва в Португалії діяли різні академії. В установчому акті «Академії прихованих» (Academia dos Ocultos) від 9 квітня 1745 року значилися імена Корреї Гарсана і Мануела ді Фігейреду. Останнє засідання того літературного товариства відбулося в 1755 році за декілька місяців до Лісабонського землетрусу. Тобто Гарсан фактично реалізував правонаступництво від Академії прихованих до Аркадії, оскільки крім трьох фундаторів літературного гуртка Лісабонська (або Лузитанська) Аркадія (Arcádia Ulissiponense / Lusitana) також вважається одним із його засновників у 1756 році. Поет обрав собі аркадійський псевдонім Ко́ридон Ерімантеу (Córidon Erimanteu; Corydon Erimantheo в дореформенній орфографії).
У 1766 році був присутнім на провальній виставі своєї комедії «Новий театр» (Teatro Novo). Друга комедія «Асамблея» (Assembleia) містить вкраплення — «Кантату Дідони» (Cantata de Dido), за основу якої взято уривок з Книги IV «Енеїди» Вергілія. Кантата виконувалась речитативом персонажем п'єси на ім'я Мафалда, згодом отримала високу оцінку Алмейди Гаррета і вважається одним з найвищих досягнень португальської поезії XVIII століття. 
Коридон Ерімантеу у своїх промовах на засіданнях Лісабонської Аркадії звертався до її членів як до «аркадійців» (Árcades) на відміну від Елліно Нонакрієнсе, який використовував звертання «пастухи» (pastores).
Творчий спадок Гарсана був опублікований посмертно, як і решти членів Лісабонської Аркадії. Поет уникав друкованих видань своїх творів, тому за його життя було опубліковано лише 4 гімна у 1767 році. У видану братом поета у 1778 році посмертну збірку ввійшли 57 сонетів, 25 од, 2 дифірамба, 2 сатири, поетичні твори інших жанрів, 2 комедії «Новий театр» (Teatro Novo), «Асамблея» (Assembleia, ou Partida, визначена як драма); 3 дисертації (доповіді) і 4 промови (4-а 1763 року) для Аркадії. 

## Значення
Теофілу Брага писав, що завдяки своєму таланту, ерудиції та витонченому смаку Гарсан став душею Лісабонської Аркадії. На думку Браги, у діяльності чотирьох особистостей — Корреї Гарсана, Круш-і-Сілви, Мануела ді Фігейреду (Manoel de Figueiredo) та Домінгуша дуж Рейш Кіти (Domingos dos Reis Quita) узагальнено відображається історична значущість Лісабонської Аркадії. Всі вони об'єднались у 1764 році для консолідації членів академії й відновлення її активності, коли товариство мало не припинило свого існування. Лісабонська Аркадія розпалась тільки через 10 років, коли роз'єдналось її ядро: Дініш (Круш-і-Сілва) працював суддею у Елваші, Кіта скоропостижно помер, а Гарсан закінчив життя в лісабонській буцегарні через півтора з лишком року після свого загадкового арешту. 
А.-Ж. Сарайва визначив творче кредо Корреї Гарсана як вираження «естетики Горація на буржуазний манер, і оцінив його як найавторитетнішого і найвпливовішого учасника Лісабонської Аркадії. 
Для літературознавців і істориків інтерес мають 2 так звані дисертації «Про характер трагедії», або виступи Ко́ридона Ерімантеу теоретичного плану на засіданнях Аркадії восени 1757 року.

## Видання
- Garção C. Obras poeticas : / Pedro Antonio Correa Garção. — 1.ª ed. — Lisboa : na Regia Officina Typografica, 1778. — 416 p.

Більш повним і цінним зібранням вважається видання, опубліковане у Римі 1888 року.